# Николаидис, Кипрос
Ки́прос Николаи́дис (греч. Κύπρος Νικολαΐδης, англ. Kypros Nicolaides; род. 1953, Пафос, Кипр) — английский врач-перинатолог греческого происхождения, один из ведущих мировых экспертов в области фетальной хирургии.

## Биография
Родился в 1953 году в городе Пафос (Кипр). Окончил Школу медицины и стоматологии Королевского колледжа в Лондоне, вскоре после чего (1980) стал проводить исследования на факультете акушерства и гинекологии с профессором Стюартом Кэмпбеллом и профессором Чарльзом Родеком в качестве первого ассистента последнего, выполняя, главным образом, фетоскопические процедуры (эндоскопия плода). Команда Родека-Николаидиса вскоре выпустила несколько очень важных работ по использованию фетоскопии в лечении широкого спектра нарушений, таких как резус-изоиммунизация, водянка плода и задержка внутриутробного развития плода, а также выработала такие методики как забор образцов крови и тканей при диагностике моногенных заболеваний.
После ухода профессора Родека Николаидис стал директором научно-исследовательского центра фетальной медицины — первого отделения фетальной медицины в Великобритании, а его программа исследований и преподавания сделали Больницу Королевского колледжа важным центром в этой области медицины.
Является автором более тысячи статей в научных журналах и более тридцати книг и монографий.

## На телевидении
Телевизионная программа BBC «Жизнь до рождения» (англ. Life Before Birth) посвящена, в основном, работе Кипроса Николаидиса.